# Z380

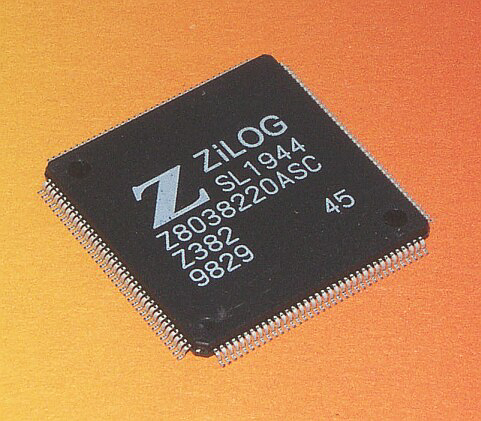
Zilog Z382

Z380（Z80380とも呼ばれる）は、1994年に登場したザイログの16ビット/32ビット CPUである。
Z80互換であるが、大きな市場影響力を持つことは決してなかった。
一方でより新しくより高速なザイログeZ80ファミリーは、Z380よりも近年になって成功している（2005年現在）。
Z380は、ザイログのページですでに"Classic Products"に分類されており、すでに製造されていないと思われる（2020年現在）。
このチップは、クロック周波数20MHzまでに対応し、32ビット処理を可能とする。
Z380は、ザイログのより古いCPUであるZ800とZ280との互換性がない。
Z380は、より新しいZ180から派生したので、Z800やZ280よりもミニコンピュータ的な設計思想は薄れており、機能も少なくなった。
その代わり、Z380は、ビット幅の広いALUと32ビット長のレジスタを搭載している。
それゆえに4GBのアドレス空間に直接アクセスできる。
- Z280と類似したパイプライン処理あるいはフェッチ／実行の重複[4]
- メモリ保護のない単純なメモリ管理ユニット（MMU）
- 1命令当たり最小2クロック。この点は、Z280に似ているが、同一クロック数で32ビット操作が可能である点は異なる。
- 内蔵キャッシュなし。1990年代以降のより高速なSRAMと一緒に使う場合、冗長になるからである。
- I/Oトラップ機能がない。

## さらなる情報
- Harston, J.G. (9 September 1997). "Z380 Opcode Map". 2009年7月15日閲覧。
- Harston, J.G. (9 September 1997). "Full Z380 Opcode List". 2009年7月15日閲覧。